# Connaux
Connaux – miejscowość i gmina we Francji, w regionie Oksytania, w departamencie Gard.
Według danych na rok 1990 gminę zamieszkiwało 1450 osób, a gęstość zaludnienia wynosiła 151 osób/km² (wśród 1545 gmin Langwedocji-Roussillon Connaux plasuje się na 255. miejscu pod względem liczby ludności, natomiast pod względem powierzchni na miejscu 774.).

## Współpraca
Miejscowość partnerska:
- Chiny, Belgia